# فرودگاه آبی اسنو لیک
فرودگاه آبی اسنو لیک (به انگلیسی: Snow Lake Water Aerodrome) یک فرودگاه همگانی است که یک باند فرود آب دارد. این فرودگاه در کشور کانادا قرار دارد و در ارتفاع ۲۷۱ متری از سطح دریا واقع شده است.